# Stipagrostis proxima
Stipagrostis proxima là một loài thực vật có hoa trong họ Hòa thảo. Loài này được (Steud.) De Winter miêu tả khoa học đầu tiên năm 1963.